# Гусево (Марий Эл)
Гусево — опустевшая деревня в Оршанском районе Республики Марий Эл России. Входит в состав Марковского сельского поселения.

## География
Находится в северной части республики, в зоне хвойно-широколиственных лесов, в пределах Оршанско-Кокшайской равнины, на берегах реки Щербы, на расстоянии примерно 8 километров (по прямой) к северо-западу от Оршанки, административного центра района. Абсолютная высота — 128 метров над уровнем моря.

### Климат
Климат характеризуется как умеренно континентальный, влажный. Среднегодовая температура воздуха — 2,3 °С. Средняя температура воздуха самого тёплого месяца (июля) — 18,2 °C (абсолютный максимум — 38 °C); самого холодного (января) — −13,7 °C (абсолютный минимум — −47 °C). Безморозный период длится с середины мая до середины сентября. Среднегодовое количество атмосферных осадков составляет 491 мм, из которых около 352 мм выпадает в период с апреля по октябрь.

## История
В 1866 году в починке Гусево в 8 дворах проживали 83 человека. В 1891 году в починке значилось 28 дворов и 161 житель. В 1926 году в 51 хозяйстве проживали 282 человека. В 2005 году оставалось 2 жилых и 2 дачных дома. В советское время работали колхозы "Ударник", имени Кирова, имени XXI партсъезда и "За мир". Деревня сгорела в середине 2000-х годов, представляет собой урочище.

### Часовой пояс
Деревня Гусево, как и вся Марий Эл, находится в часовой зоне МСК (московское время). Смещение применяемого времени относительно UTC составляет +3:00.

## Население
| 2010 |
| ---- |
| 0    |

### Национальный состав
Согласно результатам переписи 2002 года, в национальной структуре населения русские составляли 100 % из 6 чел.

## Известные уроженцы
Турусинов Александр Павлович (1917—1994) — советский партийный и хозяйственный деятель. Первый секретарь Юринского райкома КПСС (1962—1963), председатель Юринского райисполкома (1959—1963), директор совхоза «Советский» Юринского района Марийской АССР (1964—1970). Участник Великой Отечественной войны. Член ВКП(б) с 1944 года.